# Styringomyia separata
Styringomyia separata är en tvåvingeart som beskrevs av Alexander 1935. Styringomyia separata ingår i släktet Styringomyia och familjen småharkrankar. Inga underarter finns listade i Catalogue of Life.